# هنري آدامز بيلوز
هنري آدامز بيلوز (بالإنجليزية: Henry Adams Bellows)‏ هو مترجم أمريكي، ولد في 22 سبتمبر 1885 في بورتلاند في الولايات المتحدة، وتوفي في 29 ديسمبر 1939 في منيابولس في الولايات المتحدة بسبب سرطان الرئة.